# Charlie Siskel
Charlie Siskel ist ein Regisseur, Drehbuchautor und Produzent von Dokumentarfilmen und Fernsehserien, der bei der Oscarverleihung 2015 zusammen mit John Maloof in der Kategorie Bester Dokumentarfilm für Finding Vivian Maier nominiert war. Er und Maloof waren mit diesem Film ebenfalls für einen British Academy Film Award in der Kategorie Bester Dokumentarfilm nominiert. Siskel war auch als Produzent an Michael Moores Bowling for Columbine beteiligt. Vor seiner Karriere als Filmemacher war er als Rechtsanwalt tätig. Er lebt in Los Angeles.

## Filmographie
- 1999: The Awful Truth (TV-Serie, Produzent, Auftritt als er selbst)
- 2002: Bowling for Columbine (Produzent)
- 2003: Fake Out (Fernsehserie, Produzent)
- 2004: Crossballs: The Debate Show (Fernsehserie, Drehbuchautor und Produzent)
- 2006: Fresh Baked Video Games (Fernsehserie, Produzent)
- 2006: Blogland (Fernsehserie, Drehbuchautor und Produzent)
- 2006: eBaumsworld (Fernsehfilm, Produzent)
- 2007: Larry the Cable Guy’s Christmas Spectacular (Fernsehfilm, Produzent)
- 2008: Religulous (Dokumentarfilm, Produzent)
- 2008: Dawn Porter (Fernsehserie, Produzent)
- 2010: Important Things with Demetri Martin (Fernsehserie, Produzent und Interviewer)
- 2010: La La Land (Fernsehserie, Produzent)
- 2010: Tosh.0 (Fernsehserie, Drehbuchautor und Produzent, Auftritt als er selbst)
- 2013: Finding Vivian Maier (Dokumentarfilm, Regisseur, Drehbuchautor und Produzent)
- 2014: Review (Fernsehserie, Drehbuchautor und Produzent)